# 한화B&B
한화B&B(영어: Hanwha B&B Co, Ltd.)는 대한민국의 카페 및 베이커리 브랜드를 운영하는 외식 서비스 기업이다. 한화갤러리아가 설립하였다. 2013년 12월 별도 법인으로 독립한 후 2014년 11월 사회적 기업으로 전환되었다.

## 사업 부문
- 빈스앤베리즈: 카페 및 베이커리 브랜드. 커피와 베버리지, 아이스 블렌디드 등을 판매한다. 서울역과 갤러리아백화점 등에 입점해 있다.